# Софіївська сільська рада (Сновський район)
Софі́ївська сільська́ ра́да — адміністративно-територіальна одиниця та орган місцевого самоврядування у Сновському районі Чернігівської області. Адміністративний центр — село  Софіївка.

## Загальні відомості
Софіївська сільська рада утворена в 1920 році.
- Територія ради: 51,623 км²
- Населення ради: 351 особа (станом на 2001 рік)

## Населені пункти
Сільській раді підпорядковані населені пункти:
- с.  Софіївка
- с. Глибокий Ріг
- с.  Іванівка

## Склад ради
Рада складається з 12 депутатів та голови.
- Голова ради: Циганок Роман Миколайович
- Секретар ради: Горбик Наталія Олександрівна

### Керівний склад попередніх скликань
| ПІБ                       | Основні відомості                                                               | Дата обрання | Дата звільнення |
| ------------------------- | ------------------------------------------------------------------------------- | ------------ | --------------- |
| Цинанок Роман Миколайович | Сільський голова, 1981 року народження, безпартійний                            | 26.03.2006   | 31.10.2010      |
| Циганок Роман Миколайович | Сільський голова, 1981 року народження, освіта середня спеціальна, безпартійний | 31.10.2010   |                 |

Примітка: таблиця складена за даними джерела

### Депутати
За результатами місцевих виборів 2010 року депутатами ради стали:

#### За суб'єктами висування
| Суб'єкт висування | Кількість обраних депутатів | %    |
| ----------------- | --------------------------- | ---- |
| Партія регіонів   | 9                           | 75   |
| Народна партія    | 2                           | 16,7 |
| Самовисування     | 1                           | 8,3  |

#### За округами
| № округу        | Прізвище, ім'я, по батькові      | Дата визнання обраним | Освіта             | Партійна приналежність                        | Відомості про обраного депутата             |
| --------------- | -------------------------------- | --------------------- | ------------------ | --------------------------------------------- | ------------------------------------------- |
| Народна Партія  |                                  |                       |                    |                                               |                                             |
| 1               | Горбик Наталія Олександрівна     | 05.11.2010            | середня спеціальна | член Народної партії                          | Софіївська сільська рада, секретар          |
| 3               | Горбик Олександр Анатолійович    | 05.11.2010            | середня спеціальна | член Народної партії                          | тимчасово не працює                         |
| Партія регіонів |                                  |                       |                    |                                               |                                             |
| 2               | Матвієнко Сніжана Анатоліївна    | 05.11.2010            | середня            | позапартійна                                  | тимчасово не працює                         |
| 4               | Матвієнко Олена Вікторівна       | 05.11.2010            | середня            | позапартійна                                  | тимчасово не працює                         |
| 5               | Городенко Леонід Миколайович     | 05.11.2010            | вища               | позапартійний                                 | Тихоновицька загальноосвітня школа, вчитель |
| 6               | Литвин Алла Степанівна           | 05.11.2010            | середня спеціальна | позапартійна                                  | фельдшерсько-акушерський пункт, фельдшер    |
| 8               | Сіра Віра Миколаївна             | 05.11.2010            | середня спеціальна | позапартійна                                  | пенсіонер                                   |
| 9               | Циганок Сергій Миколайович       | 05.11.2010            | середня спеціальна | позапартійний                                 | Чернігівський завод запчастин, майстер      |
| 10              | Зарецький Володимир Анатолійович | 05.11.2010            | середня            | позапартійний                                 | тимчасово не працює                         |
| 11              | Грищенко Володимир Миколайович   | 05.11.2010            | середня            | позапартійний                                 | тимчасово не працює                         |
| 12              | Клименко Юрій Вікторович         | 05.11.2010            | середня            | позапартійний                                 | Щорський райагролізгосп, робітник           |
| Самовисування   |                                  |                       |                    |                                               |                                             |
| 7               | Мураха Микола Васильович         | 05.11.2010            | середня            | член Всеукраїнського об'єднання «Батьківщина» | тимчасово не працює                         |